# Secrets of Deception
Secrets of Deception es una película estadounidense de acción, drama y crimen de 2017, dirigida por Josh Webber, que a su vez la escribió junto a Marcus Friedlander, musicalizada por Brett St. James, en la fotografía estuvo Marcus Friedlander y los protagonistas son Tom Sizemore, Lorenzo Lamas y Richard T. Jones, entre otros. El filme fue realizado por Webber Films, DejaView Films y History In The Making Entertainment; se estrenó el 7 de febrero de 2017.

## Sinopsis
Un hombre se da cuenta de que su joven cónyuge le es infiel con un chico del barrio, eso lo lleva a iniciar un riesgoso recorrido de venganza y devastación.